# Crataegus wattiana
Crataegus wattiana — вид рослин із родини трояндових (Rosaceae).

## Біоморфологічна характеристика
Це листопадне дерево, яке може виростати до 3–6 метрів у висоту. Колючки на гілках зазвичай відсутні або рідкісні. Плід ± округлий, від жовтого до яскраво-помаранчевого або оранжево-коричневого, 8–12 мм у діаметрі. У центрі плоду є до п'яти досить великих насінин

## Середовище проживання
Зростає в Афганістані й пн. та зх. Пакистані; інтродукований до шт. Вашингтон. Населяє ліси на гірських схилах і ярах, у середній гірській зоні, схили, підліски, береги струмків; на висотах від 400 до 1900 метрів.

## Використання

#### як їжа
Плоди вживають сирими чи приготовленими чи сушать. М'якуш досить сухий і борошнистий, приємно солодкий, світло-жовтий.

#### як ліки
Рослина використовується в Китаї для виготовлення лікарських препаратів. Хоча жодних конкретних згадок про цей вид не було помічено, плоди та квіти багатьох видів глоду добре відомі в трав'яній народній медицині як тонізувальний засіб для серця, і сучасні дослідження підтвердили це використання.

#### інше
Деревина Crataegus, як правило, має хорошу якість, хоча вона часто занадто мала, щоб мати велику цінність. Деревина цінується для використання в токарній справі та традиційно використовується для таких цілей, як виготовлення ручок для інструментів, киянок та інших дрібних предметів.